# Gallarus Oratory

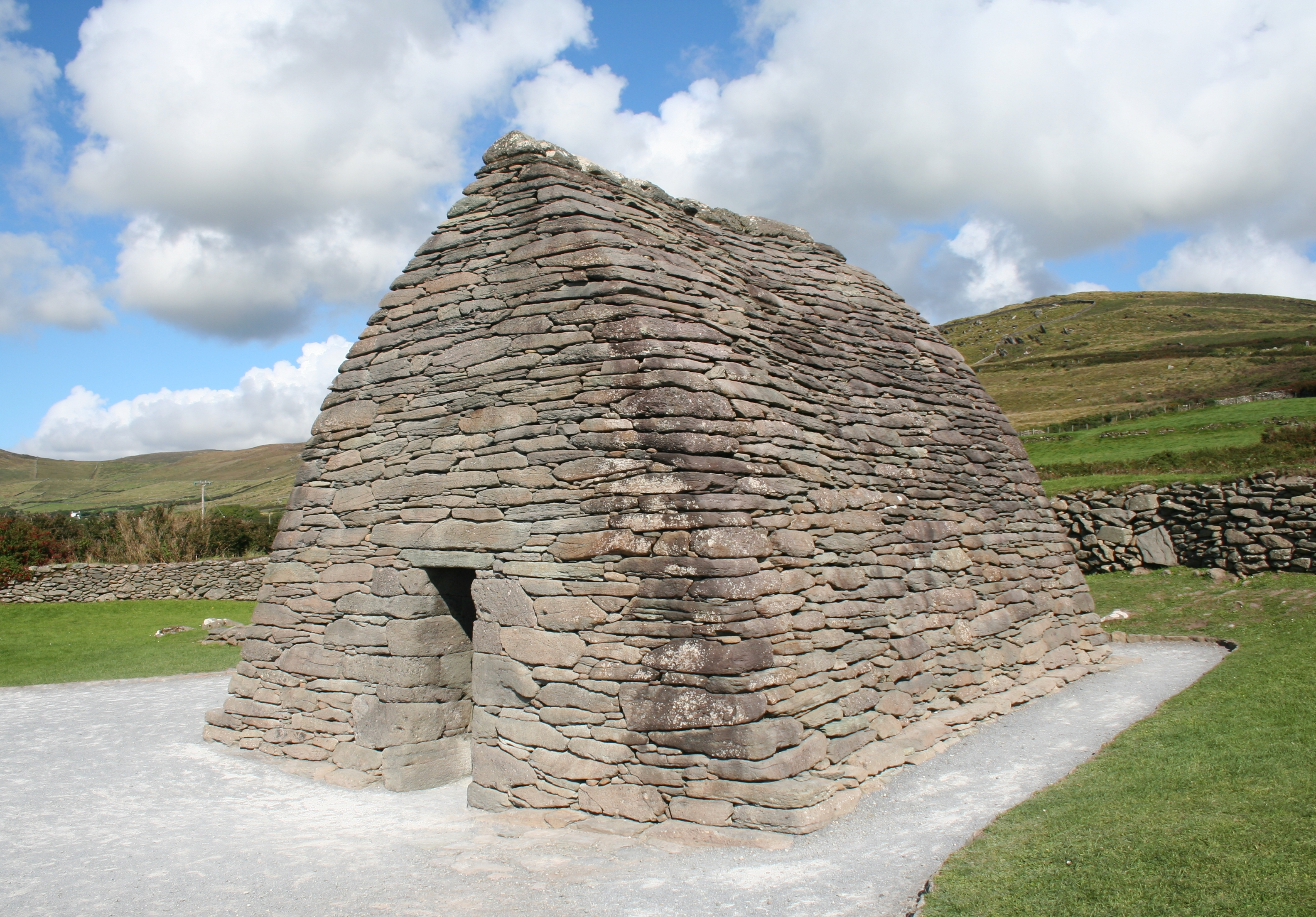
De Gallarus Oratory

De Gallarus Oratorium (Iers: Séipéilín Ghallarais, letterlijk De kerk van de Plaats van de Buitenlanders) is een vroeg christelijke kapel (oratorium) die gelegen is op het schiereiland Dingle, graafschap Kerry, Ierland.
Archeologen vermoeden dat de kerk werd gebouwd tussen de 6e eeuw en de 9de eeuw. Critici vermoeden dat de kerk pas in de 12e eeuw werd gebouwd vanwege het raam dat naar het oosten is gericht, dit raam is bestaat uit 2 gebogen stenen, het is daarom geen echt boograam. Wanneer een persoon door het raam de kapel uit klimt, wordt volgens de legende zijn ziel gezuiverd.
In de zesde eeuw werden christelijke nederzettingen gebouwd in afgelegen gebieden in Ierland.
Binnenin de kerk is het slecht verlicht doordat er slechts een klein venster aanwezig is.